# Тлюстенхабъл
Тлюстенхабъл (на руски: Тлюстенхабль; на адигейски: Лъэустэнхьабл) е селище от градски тип в Русия, разположено в Теучежки район, Адигея. Населението му към 1 януари 2018 година е 5619 души.